# ETwinning

eTwinning je spletni izobraževalni projekt Evropske komisije, ki je nastal leta 2005 kot osrednja pobuda programa eLearning. Od leta 2014 je del programa Erasmus+.
Namenjen je medsebojnemu povezovanju zaposlenih v evropskih vrtcih ter osnovnih in srednjih šolah s pomočjo komunikacijsko-informacijskih tehnologij. Centralno svetovalno službo vodi partnerstvo European Schoolnet. Vstopna točka je eTwinning portal. 

## Vir
- "eTwinning je Skupnost evropskih šol". etwinning.net. pridobljeno 30. novembra 2020.
- "What is eTwinning?". britishcouncil.org. (angleščina). pridobljeno 30. novembra 2020.
- "eTwinning" Arhivirano 2020-12-01 na Wayback Machine.. cmepius.si. pridobljeno 30. novembra 2020.